# Нойман, Хильдегард
Хильдегард Нойман (нем. Hildegard Neumann, 4 мая 1919, Яблонне-в-Подьештеди, Чехословакия — ?) — старшая надзирательница в концлагерях Равенсбрюк и Терезиенштадт.

## Биография
Хильдегард Нойман начала свою службу в концентрационном лагере Равенсбрюк в октябре 1944 года, став сразу старшей надзирательницей. Поскольку она работала хорошо, её перевели в концлагерь Терезиенштадт в качестве руководителя всех надзирательниц лагеря. Хильдегард, по отзывам заключенных, была жестокой и беспощадной по отношению к ним.
Она контролировала от 10 до 30 женщин-полицейских и более 20 000 женщин-заключённых. Нойман также способствовала депортации из Терезиенштадта более чем 40 000 женщин и детей в лагеря смерти Освенцим и Берген-Бельзен, где большинство из них были убиты. По оценкам исследователей, более чем 100 000 евреев были депортированы из лагеря Терезиенштадт и были убиты или умерли в Освенциме и Берген-Бельзене, ещё 55 000 погибли в самом Терезиенштадте.
Хильдегард Нойман покинула лагерь в мае 1945 года и не понесла уголовной ответственности за свои преступления, и её дальнейшая судьба остаётся неизвестной.